# André Guelfi
André Guelfi (Mazagan, 6 maggio 1919 – Sliema, 24 giugno 2016) è stato un pilota automobilistico francese.
Partecipò al solo Gran Premio del Marocco 1958 pilotando una Cooper privata di categoria Formula 2 e piazzandosi al 15º posto.

## Carriera
Figlio di un militare corso, Guelfi si dedicò al mondo degli affari fin da giovane. A 16 anni divenne esattore delle tasse per una banca locale e in breve riuscì a guadagnare abbastanza denaro da poter permettersi di avviare una ditta impegnata nel settore della pesca e del commercio di sardine. Guelfi fu anche uno dei primi imprenditori ad introdurre a bordo delle sue navi un sistema di refrigerazione.
Con lo scoppio della seconda guerra mondiale Guelfi si arruolò nell'esercito divenendo un pilota di mezzi militari e, nel giro di breve, maturò il desiderio di impegnarsi nel mondo delle corse. Terminato il conflitto comprò infatti una Delahaye con cui prese parte a vari eventi, ma la sua fama cominciò a crescere a partire dal 1953 quando cominciò a prendere parte a gare con vetture sport in Nord Africa. Fu anche il compagno di squadra di Jean Behra nella 12 Ore di Casablanca, mentre nel 1954 giunse sesto alla 24 Ore di Le Mans. Ottenne poi il titolo di campione nazionale del Marocco nel 1955, ma per i successivi tre anni non conquistò nessun risultato degno di nota al di fuori del Nord Africa.
Nel 1958 giunse secondo in una gara non valida per il mondiale di Formula 1 e lo stesso anno fece il suo debutto nella massima serie automobilistica al Gran Premio del Marocco, concludendo quindicesimo. Continuò poi a correre in Marocco fino alla fine degli anni sessanta. Successivamente decise di trasferirsi a Parigi, dove intraprese un'attività nel settore immobiliare e sposò la nipote del Presidente Georges Pompidou. In seguito spostò a Losanna la sua residenza. Fondò poi una società e fu consigliere del presidente del Comitato Olimpico Internazionale Juan Antonio Samaranch. Lavorò anche come negoziatore per la Elf e rimase coinvolto in vari scandali politici che gli costarono una condanna a tre anni di reclusione con sospensione della pena e un milione di euro. Nel 2000 poi si ritirò a Malta, dove muore il 24 giugno 2016 all'età di 97 anni.

## Risultati in Formula 1
| 1958 | Scuderia       | Vettura    |  |  |  |  |  |  |  |  |  |  |    | Punti | Pos. |
| ---- | -------------- | ---------- |  |  |  |  |  |  |  |  |  |  | -- | ----- | ---- |
| 1958 | Pilota privato | Cooper T45 |  |  |  |  |  |  |  |  |  |  | 15 | 0     |      |

| Legenda | 1º posto     | 2º posto | 3º posto    | A punti         | Senza punti/Non class.  | Grassetto – Pole position Corsivo – Giro più veloce |
| Legenda | Squalificato | Ritirato | Non partito | Non qualificato | Solo prove/Terzo pilota | Grassetto – Pole position Corsivo – Giro più veloce |